# William Bell Scott
William Bell Scott (Edimburgo, 25 de junio de 1811–22 de noviembre de 1890) fue un artista escocés de óleos y acuarelas y ocasionalmente grabado. También fue poeta y profesor de arte, y sus reminiscencias publicadas póstumamente dan una imagen habladora y a menudo vívida de la vida en el círculo de los prerrafaelitas; estaba especialmente cerca de Dante Gabriel Rossetti. Después de crecer en Edimburgo, se mudó a Londres, y de 1843 a 1864 fue director de la Escuela de Arte estatal en Newcastle upon Tyne, donde agregó temas industriales a su repertorio de pintura de paisajes e historia. Fue uno de los primeros artistas británicos en representar ampliamente los procesos de la Revolución Industrial. Regresó a Londres, trabajando para el Departamento de Ciencias y Arte hasta 1885.
Pintó un ciclo de temas históricos mezclados con escenas de la industria moderna para Wallington Hall en Northumberland (ahora National Trust), son sus obras más conocidas y un ciclo puramente histórico para Penkill Castle en Ayrshire, en Escocia.

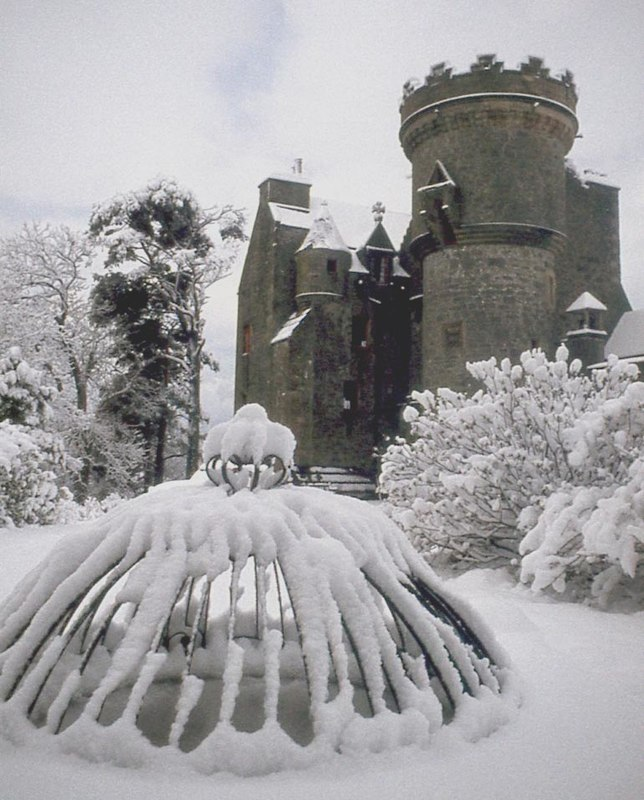
Castillo de Penkill

No pintó muchos retratos, pero su llamativo retrato de su amigo Algernon Charles Swinburne es la imagen icónica del poeta. Sus grabados fueron diseñados principalmente para ilustrar sus libros.

## Biografía

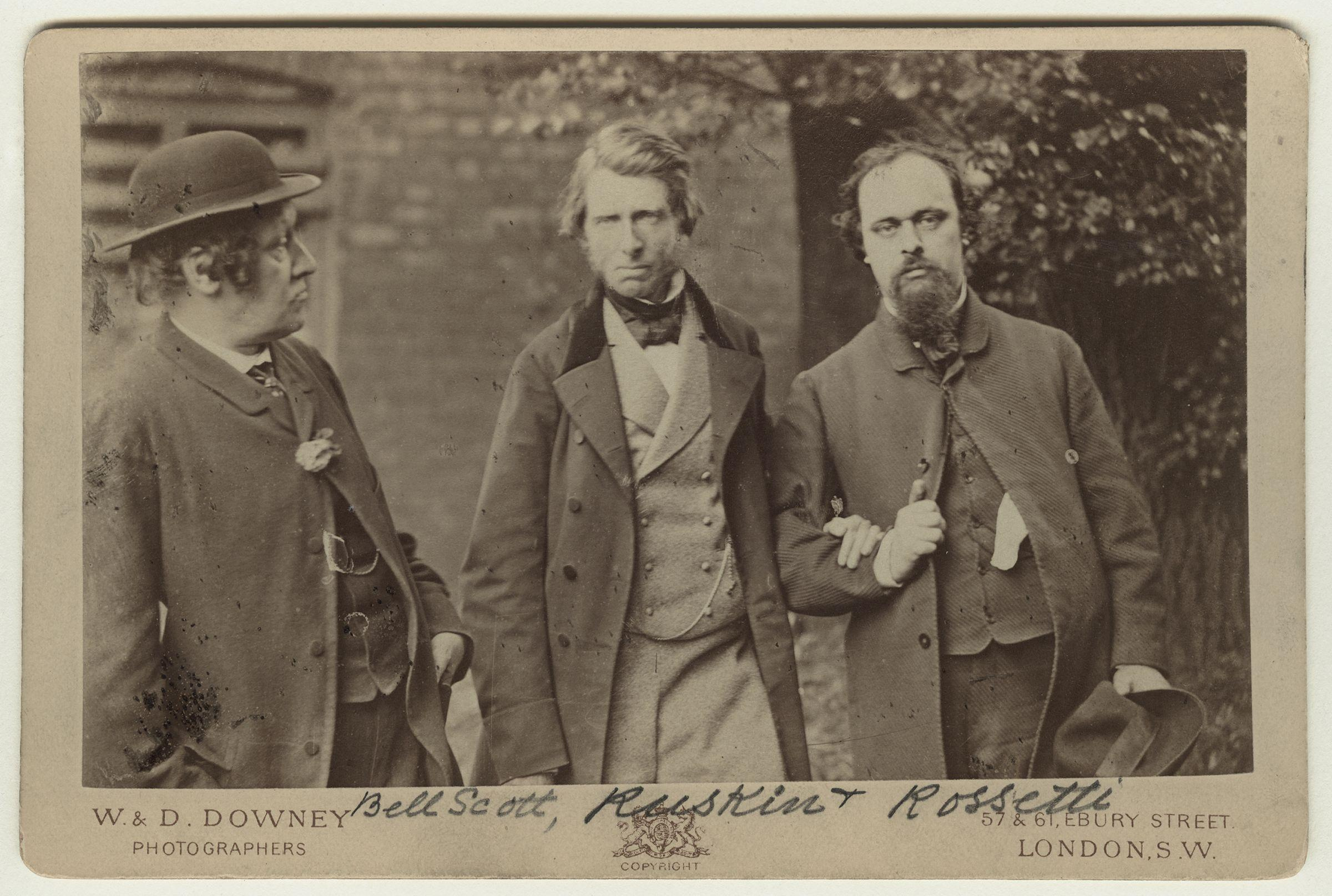
William Bell Scott; John Ruskin y Dante Gabriel Rossetti de William Downey

Hijo de Robert Scott (1777–1841), el grabador y hermano de David Scott, el pintor, nació en Edimburgo. De joven estudió arte y ayudó a su padre, y publicó versos en revistas escocesas.
En 1837, Scott fue a Londres. Allí se hizo lo suficientemente conocido como artista como para ser nombrado en 1844 maestro de la escuela gubernamental de diseño en Newcastle-on-Tyne. Ocupó el cargo durante veinte años y trabajó en la organización de la enseñanza del arte y los exámenes en el Departamento de Ciencias y Arte. En Newcastle, Scott recibió la visita de toda la familia Rossetti, y Dante Gabriel Rossetti pintó el retrato de Maria Leathart en la casa de Scott, situada en el 14 St Thomas 'Crescent (una placa fue erigida en 2005). Algernon Charles Swinburne, quien le escribió dos poemas a Scott, pasó mucho tiempo con él en Newcastle después de ser enviado desde Oxford.
Después de 1870, Scott estuvo mucho tiempo en Londres, donde compró una casa en Chelsea, y era amigo íntimo de Dante Gabriel Rossetti y tenía una gran reputación como artista y autor. Sin embargo, estaba enfadado con John Ruskin.
Renunció a su nombramiento en el Departamento de Ciencia y Arte en 1885, y desde entonces hasta su muerte se dedicó principalmente a escribir sus reminiscencias, Notas autobiográficas, que fueron publicadas póstumamente en 1892, con una memoria de William Minto. Bell Scott será recordado principalmente por su conexión con el círculo de Rossetti.

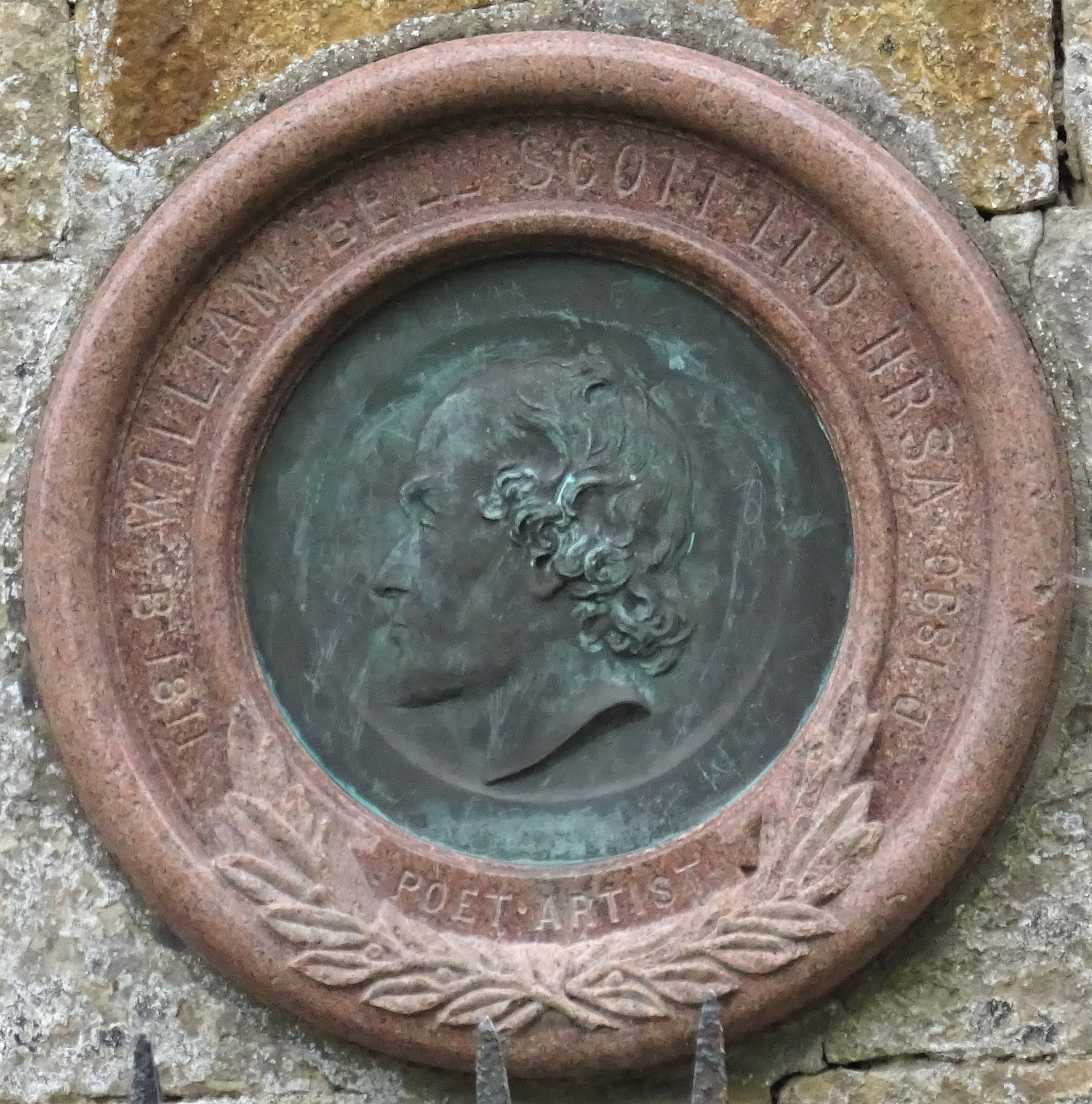
La placa conmemorativa en la pared sobre su tumba en el cementerio de Boyds of Penkill, Old Dailly Kirk, Ayrshire, Escocia.

## Obra de arte

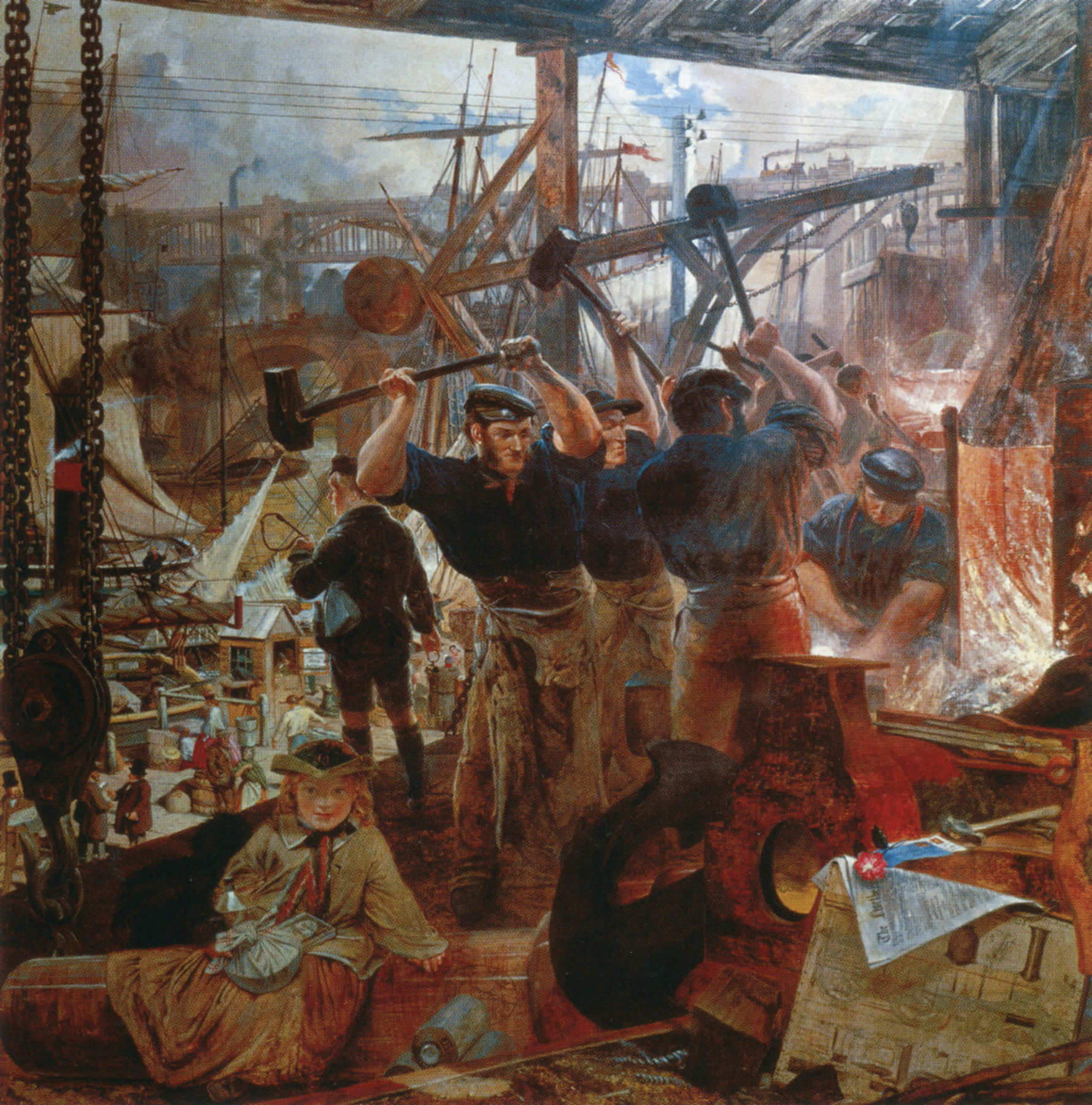
William Bell Scott Hierro y carbón. 1855–60. Confianza Nacional, Wallington, Northumberland

Además de las pinturas al óleo, realizó mucho trabajo decorativo, sobre todo en Wallington Hall. Allí le encargó Pauline, Lady Trevelyan, después de encontrarse con sus Memorias de 1850 de su hermano David Scott. Produjo ocho imágenes grandes que ilustran la historia de Northumbria, con figuras de tamaño natural, complementadas con dieciocho imágenes sobre La balada de Chevy Chase en las enjutas de los arcos de la sala. Para el castillo Penkill ejecutó una serie similar, ilustrando el poema de James I The Kingis Quair.

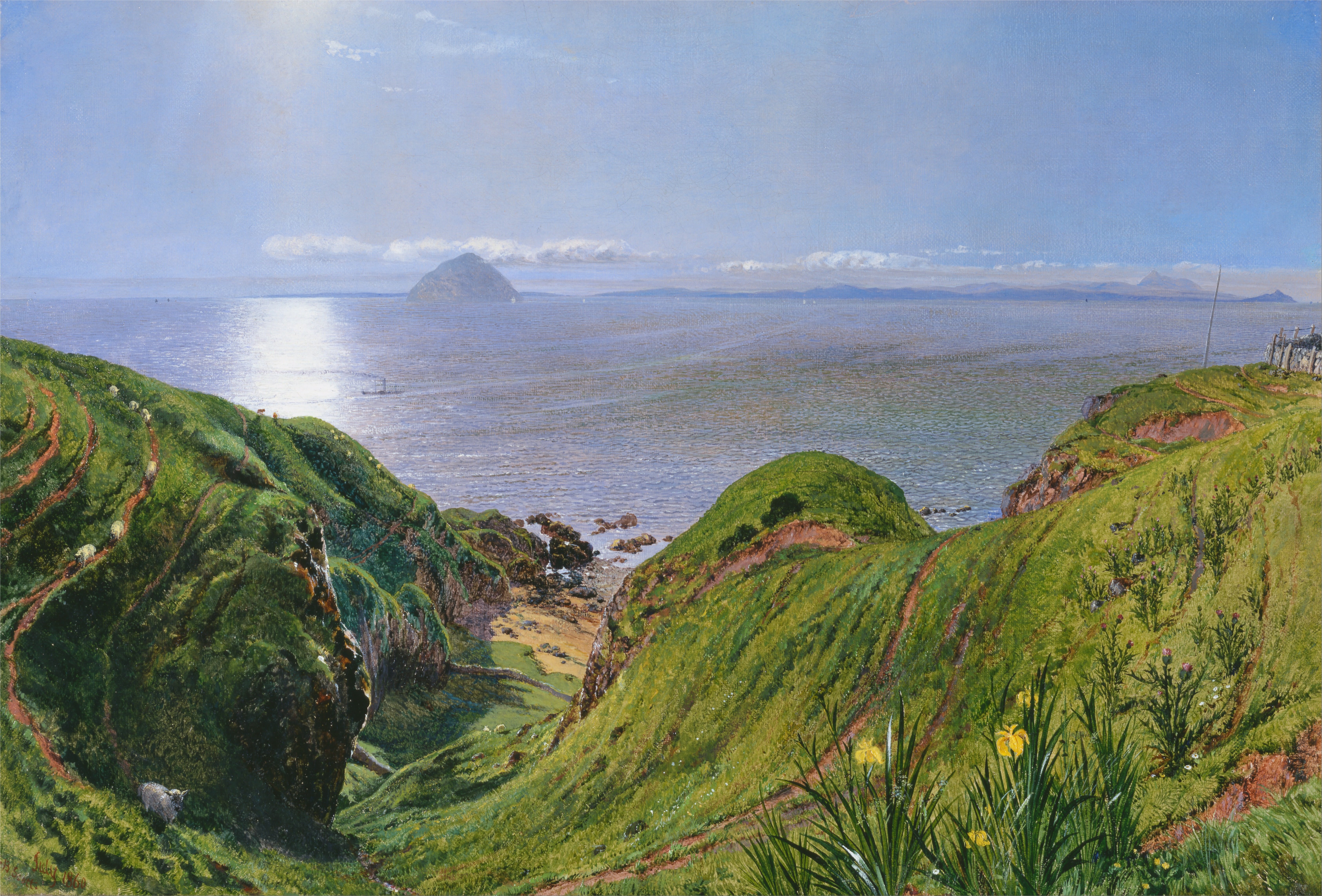
Ailsa Craig por William Bell Scott (Centro de Arte Británico de Yale)

## Escritos
Su poesía, que publicó a intervalos (en particular Poems, 1875, ilustrada con grabados de él y de Alma-Tadema), recordaba a William Blake y Percy Bysshe Shelley, y estaba considerablemente influenciada por Rossetti. También escribió crítica artística y literaria y editó a John Keats, Letitia Elizabeth Landon, Lord Byron, Samuel Taylor Coleridge, Shelley, William Shakespeare y Sir Walter Scott.

## Vida personal
En 1839 se casó con Letitia Margery Norquoy; el matrimonio no tuvo hijos. En Newcastle tuvo como alumna a Alice Boyd, la hermana del entonces laird del castillo de Penkill en Escocia. En 1860 visitó el castillo de Penkill y comenzó una relación con Alice que duró hasta su muerte en Penkill en 1890. Aunque infelizmente casado, Bell Scott se negó a causar un escándalo al dejar a su esposa, y se estableció un ménage à trois viable: Alice pasaba los inviernos con William y Letitia en Londres, mientras que ellos viajaban a Penkill en los veranos.